# West Midlands (vùng)
West Midlands là một trong chín vùng chính thức cấp một tại Anh nhằm mục đích thống kê. Vùng bao gồm nửa phía tây của một miền theo truyền thống gọi là Midlands. Vùng gồm có thành phố đông dân thứ nhì tại Anh Quốc là Birmingham, khu thành thị West Midlands còn bao gồm thành phố Wolverhampton và các thị trấn lớn Dudley, Solihull, Walsall và West Bromwich. Thành phố Coventry cũng thuộc hạt West Midlands, song tách biệt khỏi khu thành thị này qua một dải xanh.
Vùng có địa lý đa dạng, từ các khu vực trung tâm đô thị đến các hạt phía tây có tính nông thôn là Shropshire và Herefordshire giáp với Wales. Sông Severn dài nhất nhất Anh Quốc chảy qua vùng này, qua các thị trấn hạt Shrewsbury và Worcester, và hẻm núi Ironbridge, một di sản thế giới [UNESCO do là nơi sản sinh cách mạng công nghiệp. Staffordshire có khu thành thị đồ gốm công nghiệp, trong đó có thành phố Stoke-on-Trent, và khu vực Staffordshire Moorlands giáp với Peak District gần Leek. Vùng cũng bao gồm các khu vực vẻ đẹp tự nhiên nổi bật, thung lũng Wye, vùng đồi Shropshire, khu săn bắn Cannock, vùng đồi Malvern, và bộ phận của Cotswolds. Warwickshire có thị trấn Stratford upon Avon, là nơi sinh của nhà văn William Shakespeare.
| Bản đồ              | Hạt nghi lễ                | Hạt hành chính / nhất thể | huyện |
| ------------------- | -------------------------- | --- | ----- |
|                     | 1. Herefordshire U.A.      | |       |
| Shropshire          | 2. Shropshire U.A.         | 2. Shropshire U.A. |       |
| Shropshire          | 3. Telford and Wrekin U.A. | |       |
| Staffordshire       | 4. Staffordshire †         | a) Cannock Chase, b) East Staffordshire, c) Lichfield, d) Newcastle-under-Lyme, e) South Staffordshire, f) Stafford, g) Staffordshire Moorlands, h) Tamworth |       |
| Staffordshire       | 5. Stoke-on-Trent U.A.     | |       |
| 6. Warwickshire †   | 6. Warwickshire †          | a) North Warwickshire, b) Nuneaton and Bedworth, c) Rugby, d) Stratford-on-Avon, e) Warwick                                                                  |       |
| 7. West Midlands *  | 7. West Midlands *         | a) Birmingham, b) Coventry, c) Dudley, d) Sandwell, e) Solihull, f) Walsall, g) Wolverhampton                                                                |       |
| 8. Worcestershire † | 8. Worcestershire †        | a) Bromsgrove, b) Malvern Hills, c) Redditch, d) Worcester, e) Wychavon, f) Wyre Forest                                                                      |       |